# Association pour la taxation des transactions financières et pour l'action citoyenne
Pour les articles ayant des titres homophones, voir Atac, ATAC (entreprise) et Airborne Tactical Advantage Company.
 (décembre 2023).
 (décembre 2023).
- Si vous ne connaissez pas le sujet, laissez ce bandeau (vous pouvez alors contacter les auteurs).
- Si vous supprimez le contenu mis en cause (vous pouvez préalablement contacter les auteurs),

argumentez précisément cette suppression dans la page de discussion
(un manque de référence n'est pas un argument ; une recherche réelle de référence doit avoir été effectuée, être formellement documentée).
L'Association pour la taxation des transactions financières et pour l'action citoyenne,, généralement connue par son acronyme Attac (ou ATTAC), est une organisation altermondialiste créée en France en 1998. Elle est présente dans 40 pays.

## Historique

### Création de l'association et développement

#### Origine
Dans le numéro de décembre 1997 du journal Le Monde diplomatique, dans un éditorial intitulé Désarmer les marchés, Ignacio Ramonet constate que la mondialisation financière a créé son propre État, avec ses appareils, ses réseaux d'influence et ses moyens d'actions, mais que c'est un État complètement dégagé de toute société, qu'elle désorganise les économies nationales, méprise les principes démocratiques qui les fondent, presse les États à s'endetter, exige des entreprises qu'elles leur reversent des dividendes de plus en plus élevés, et fait régner partout l'insécurité. Il propose d'établir une taxe sur toutes les transactions financières, la taxe Tobin. Pour cela, il suggère de mettre en place une organisation non gouvernementale, l'« Association pour une taxe Tobin d'aide aux citoyens (ATTAC) », qui ferait dans tous les pays la promotion de l'idée de cette taxe. Cet appel, lancé en pleine crise des marchés asiatiques, reçoit en apparence un accueil favorable, mais aucun soutien réel des dirigeants des différents pays développés.

#### «Mouvement international ATTAC»
L'association pour la taxation des transactions pour l'aide aux citoyens, Attac, est créée le 3 juin 1998 au cours d'une assemblée constitutive. Depuis, Attac est présente dans 38 pays. En France, des hommes politiques, des associations, des syndicats et des particuliers sont adhérents à l'association.

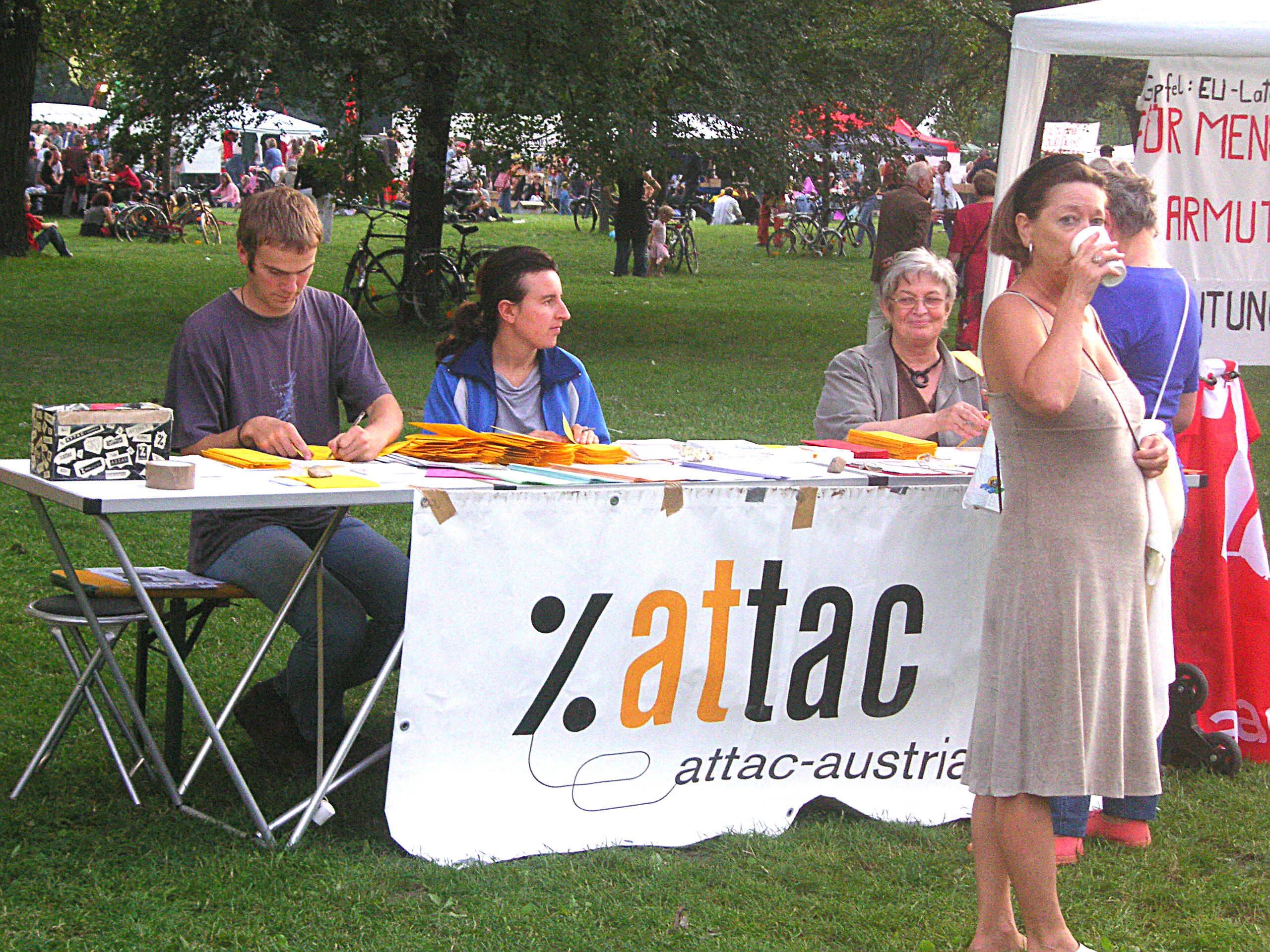
Un stand d'Attac Autriche à Vienne, le 4 septembre 2005.

Les 11 et 12 décembre 1998, à Paris, se tient une réunion internationale qui fonde le Mouvement international ATTAC - « Mouvement international pour le contrôle démocratique des marchés financiers et de leurs institutions ». Il prône la convergence de différents réseaux militants de tous les pays contre les politiques néolibérales ; partant de la conception que les mouvements syndicaux, des droits de l'homme, écologistes, citoyens (entre autres) sont les différentes facettes de cet objectif.
Un autre de ses objectifs principaux est de pallier ce que le mouvement considère comme des dysfonctionnements de la démocratie pour le cas des pays dits démocratiques. Pour ce faire, le mouvement affiche la volonté de débattre plus collectivement, d'informer plus efficacement, de développer la démocratie participative.
Il a été décidé lors de cette conférence que le mouvement international s'organiserait sans structures hiérarchiques ni centre géographique. Une plateforme commune est tout de même posée comme référence des différents comités.
Attac est présente dans 38 pays : Allemagne, Argentine, Australie, Autriche, Belgique, Burkina Faso, Canada (Québec), Chili, Colombie, Costa Rica, Côte d'Ivoire, Danemark, Équateur, Espagne, Finlande, France, Gabon, Grèce, Hongrie, Islande, Italie, Japon, Jersey, Liban, Luxembourg, Maroc, Norvège, Pays-Bas, Pérou, Pologne, Portugal, Sénégal, Suède, Suisse, Togo, Tunisie, Uruguay, Venezuela.

#### Conseil scientifique en France
L'association s'est dotée en France dès l'origine, et aussi dans certains pays, d'un « conseil scientifique » qui se veut indépendant de toute structure universitaire ou officielle. En France, ce conseil scientifique a été présidé successivement par deux professeurs d'économie, René Passet puis Dominique Plihon, avant d'être maintenant dirigé par une équipe de quatre coprésidents, Esther Jeffers, Aurélie Trouvé, Nicolas Haeringer et Jean-Marie Harribey.
Il regroupe :
- des scientifiques (par exemple, l'agronome Jean-Pierre Berlan, le biologiste Jacques Testart, le physicien José Gayoso) ;
- des économistes (Geneviève Azam, François Chesnais, Thomas Coutrot, Jean-Marie Harribey, Michel Husson, etc.) ;
- des sociologues (Pierre Concialdi, Philippe Corcuff, Georges Menahem, etc.) ;
- des juristes (Nuri Albala, Nils Andersson, etc.) ;
- des personnalités engagées (telles que Susan George, Nikolaz Berthomeau, ou Gustave Massiah) ;
- des syndicalistes (comme Christiane Marty, Gérard Gourguechon et Serge Le Quéau).

Des membres d'Attac sont à l'origine du Forum social mondial de Porto Alegre et des forums sociaux européens.
Attac a reçu en France le statut d'association d'éducation populaire par arrêté ministériel.

#### Au début: une organisation efficace
Dès l'origine, Attac était une association très centralisée sur Paris. Elle bénéficiait d'un local situé à proximité du siège du Monde diplomatique dont deux salariés consacraient la majeure partie de leur temps au développement d'Attac. De même, une dizaine d'autres permanents de plusieurs associations fondatrices, notamment la Fédération des Finances CGT, la FSU, et Solidaires ont libéré pour Attac une part importante de leur temps (payé par leur propre organisation). Quelques mois après sa création, Attac a embauché quatre salariés permanents.
Cependant, les initiatives décentralisées de militants enthousiastes créant des « comités locaux d'Attac », après l'automne 1998, ont surpris la direction. Cette dernière n'avait même pas envisagé l'existence de ces formations dans ses statuts rédigés avant juin 1998.
Après 1999, Attac a ainsi fonctionné sur deux modes d'organisation parallèles :
- D'un côté, l'instance nationale soutenue au départ par ses quatre salariés et des dizaines de permanents mis gratuitement à disposition d'Attac par les associations fondatrices. 
Ils programmaient les réunions[9], développaient un site Internet qui a assuré très vite une très large diffusion des idées d'Attac, rédigeaient et publiaient un bulletin quasi mensuel Ligne d'Attac diffusé à la presse, aux adhérents et sympathisants, et planifiaient le développement des réseaux national (les comités locaux) et international (les autres Attac qui ont pris rapidement naissance, en Europe puis dans le monde entier).
- D'un autre côté, 90, 120 puis plusieurs centaines de comités locaux autonomes se sont créés d'une façon très spontanée en France. 
Répartis dans presque tous les départements, ils fonctionnent selon un principe décentralisé : des associations locales ou des organisations de fait organisant des réunions, des conférences, rédigeant des documents visant à exposer des alternatives concrètes à la « société néolibérale » qui découlerait de la « mondialisation libérale ».

#### Changement structurel à partir de 2006
Les comités locaux n'ayant pas d'existence dans les statuts, une conférence nationale des comités locaux (la CNCL) fut créée en 2002. C'était la première instance ad hoc qui leur donnait des moyens de délibération et d'expression important. Cela n'a pas empêché les critiques de plusieurs comités locaux à l'égard de la direction nationale[réf. nécessaire].
En 2006, après un débat très dur portant notamment sur la démocratie dans l'association avant la nouvelle assemblée générale, la direction sortante n'est pas reconduite. Fin 2006, le président fondateur Bernard Cassen, le président sortant Jacques Nikonoff et plusieurs de leurs amis ne faisaient plus partie du bureau d'Attac.
En 2009, une réforme des statuts est votée par les adhérents de l'association,. Ces nouveaux statuts officialisent la reconnaissance des comités locaux et de la conférence nationale des comités locaux (CNCL). Le nom de l'association s'est vu aussi modifié en « Association pour la taxation des transactions financières et pour l'action citoyenne »
Entre 2003 et 2008, l’entreprise de sécurité privée Securitas a infiltré et espionné, pour le compte de Nestlé, la section suisse d'Attac, qui préparait un livre consacré à la multinationale.

### Campagnes récentes

#### Fauchage de chaises
En février 2015, à la suite d'un premier « fauchage de chaises » mené par Bizi ! dans une agence HSBC de Bayonne, en réaction aux révélations de SwissLeaks, les organisations Attac, ANV-COP21, les Amis de la Terre et Solidaires Finances Publiques lancent le collectif des Faucheurs de chaises. L'objectif est de dénoncer la présence des banques dans les paradis fiscaux, notamment de BNP Paribas et de HSBC.
En vue de la COP21, le collectif appelle à la réquisition de 196 chaises, soit autant que de parties représentées à la COP21, et organise le « Sommet des 196 chaises » pour dénoncer l'évasion fiscale et faire le lien avec le manque de financements de la transition écologique et sociale.
Trois militants seront poursuivis pour vol en réunion : Jon Palais d'ANV-COP21, jugé à Dax en janvier 2016 et relaxé, Florent Compain, président des Amis de la Terre, relaxé en appel en janvier 2020, et la militante d'Attac Nicole Briend. Âgée de 70 ans, celle-ci est relaxée par le tribunal de Carpentras le 7 juin 2018, le tribunal ayant reconnu que cet acte relevait d'une action de désobéissance civile et non d'un vol en réunion.

#### Attac et Apple
L'association condamne depuis longtemps le géant californien pour ses pratiques d'optimisation fiscale. En décembre 2017, Attac a mené plusieurs actions coup de poing en ciblant ses magasins, notamment celui d'Opéra à Paris. Profitant de la sortie de l'iPhone X, l'association avait publié un rapport concernant ce « hold up » mondial.
Face à ces opérations, Apple décide d'assigner Attac en justice afin de lui interdire de pénétrer dans ses magasins. Le 23 février 2018, le tribunal de grande instance (TGI) de Paris, qui avait été saisi en référé, a finalement débouté le groupe Apple. Le TGI a estimé que le « dommage imminent » invoqué par Apple pour justifier l'interdiction de ses magasins français à Attac n'était « pas caractérisé ». Le 7 avril, Attac mène deux actions à Paris et à Aix-en-Provence, où il déploie des portraits géants qui donnent un visage aux victimes de l’évasion fiscale.

#### Gilets Jaunes
Le 25 mars 2019, Attac dépose plainte pour « violence volontaire en réunion par personne dépositaire de l’autorité publique sur personne vulnérable » à la suite de la chute d'une des militantes de l'association, Geneviève Legay (74 ans), au cours d'une charge des forces de l'ordre lors de l'acte XIX des Gilets jaunes, le 23 mars 2019 à Nice. 

#### Casserolades
Le 17 avril 2023 à 20 heures, pour boycotter l'allocution télévisée du président Macron qui, dans la nuit du 14 au 15 avril, a signé le décret d'application du projet de réforme des retraites validé quelques heures avant par le Conseil constitutionnel, Attac appelle à organiser des casserolades partout en France devant les mairies. Attac indique plus de 370 concerts à travers la France,,, le soir de l'allocution.

## Attac France

### Organisation

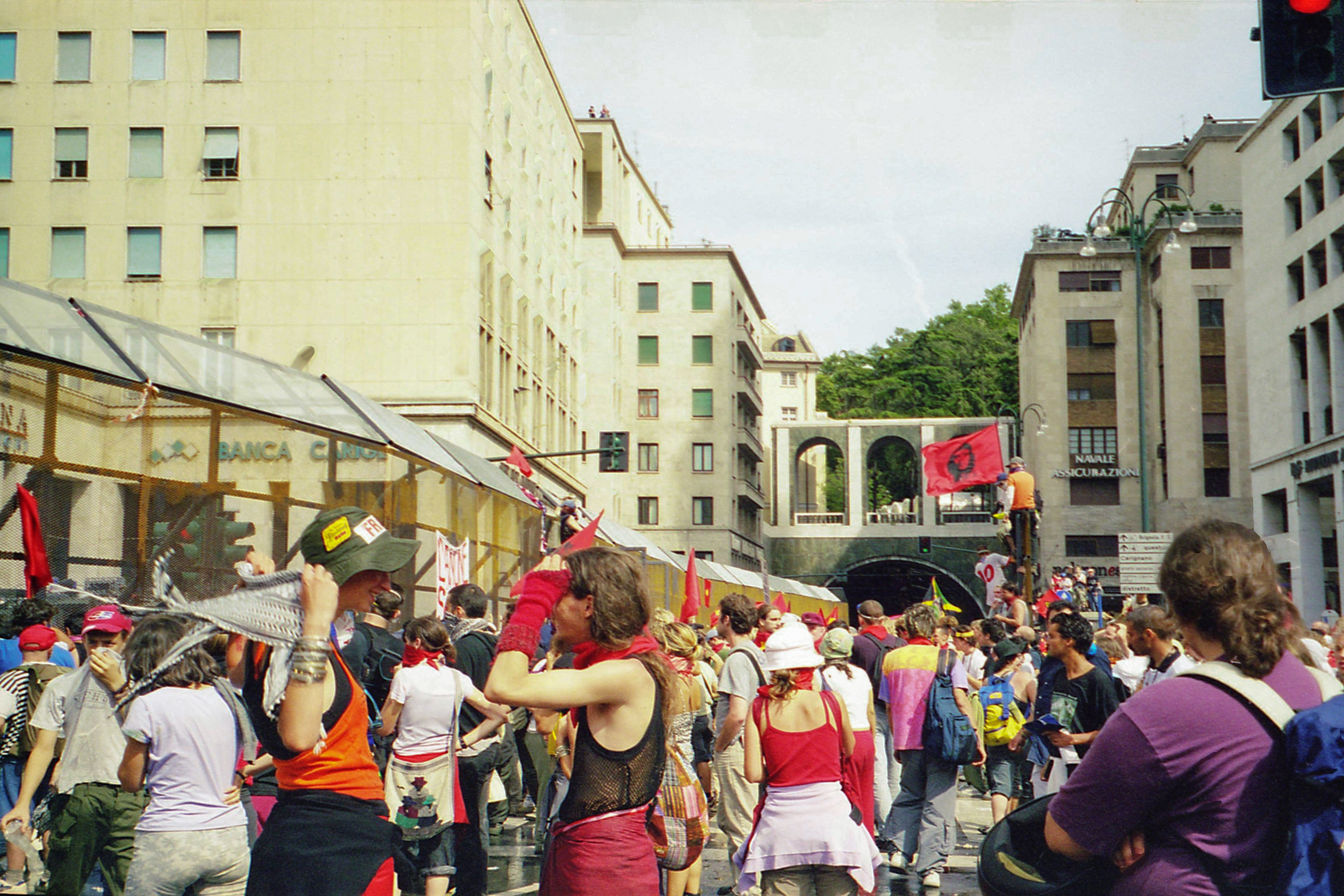
Attac à Gênes en 2001.

Créée en 1998, Attac France a été la première association Attac dans le monde. C'est aujourd'hui, avec Attac Allemagne, une des deux associations Attac qui a le plus d'activité et de militants dans le monde. Elle a connu une croissance rapide de ses effectifs, jusqu'à plus de 30 000 fin 2003, puis une chute à partir de 2003, soit l'année qui a suivi la première Conférence nationale des comités locaux (CNCL). Près de 10 000 adhérents étaient à jour de cotisation fin décembre 2013[réf. nécessaire].
Parmi les adhérents figurent aussi des membres collectifs : associations, syndicats, collectivités locales, journaux, etc. Certains membres sont issus de formations associatives, politiques ou syndicales qui comprennent un grand nombre de sensibilités différentes : écologiste, socialiste, communiste, trotskiste ou chrétienne sociale. D'autres, dont beaucoup de jeunes, ont trouvé là un premier engagement politique situé en dehors des partis[réf. nécessaire].
Attac France dispose en son sein d'un groupe d'études dénommé « conseil scientifique » qui lui fournit des études approfondies, notamment sous la forme de livres et de brochures, et des analyses détaillées des questions d'actualité pouvant alimenter ses campagnes. Parmi ses nombreux membres, on peut citer ses quatre coprésidents, Esther Jeffers, Aurélie Trouvé, Nicolas Haeringer et Jean-Marie Harribey, Jacques Cossart, son ancien secrétaire général, l'économiste Jean Gadrey, ou encore René Passet et Dominique Plihon, deux présidents successifs du Conseil scientifique[réf. nécessaire].

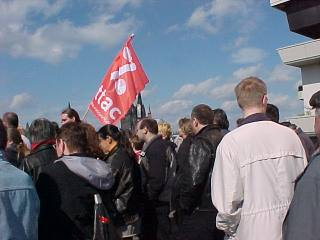
Attac à Cologne en 2004.

Attac est dirigé par un conseil de trente-cinq administrateurs, élus pour trois ans et rééligibles. Parmi ces trente-cinq personnes, vingt-et-une sont élues par l'assemblée générale des adhérents directs et quatorze sont cooptées dans le Collège des fondateurs. Ce dernier est constitué de représentants des organisations syndicales, journaux et associations ayant participé à la création d'Attac ainsi que de nombreux membres, personnes physiques et morales, cooptés depuis[réf. nécessaire].
Au début de l'année 2006, Attac est considérée par le journal Le Monde comme étant en perte d'influence auprès du mouvement altermondialiste. L'année 2006 est en effet une année difficile pour Attac France, avec une baisse du militantisme et de vives polémiques internes liées à une fraude électorale commise à l'occasion du renouvellement du conseil d'administration.
La réélection de la direction en juin 2006 est entachée d'accusations de fraude électorale notamment portées contre son président Jacques Nikonoff.  À la suite de ces révélations, Jacques Nikonoff se trouve contraint de démissionner et une nouvelle élection a été organisée en 2007, conduisant à un nouveau Conseil d'administration.
Cette crise interne, ainsi que les désaccords concernant les prises de position sur les élections européennes et en faveur du Non au référendum sur le traité établissant une Constitution pour l'Europe ont conduit à une fonte importante des effectifs. Depuis 2006, l'association a ainsi perdu plus de la moitié de ses adhérents, malgré la grave crise économique de 2008-2009 qui a validé un certain nombre de ses analyses.
Présidents d'Attac France :
- Bernard Cassen (1998-2002)
- Jacques Nikonoff (2002-2006)
- Aurélie Trouvé et Jean-Marie Harribey, coprésidents (2006-2009)
- Aurélie Trouvé et Thomas Coutrot, coprésidents (2009-2013)[30]. Depuis 2013, le conseil d’administration a décidé de ne plus utiliser le terme de président pour créer un « laboratoire de la démocratie » selon les termes du rapport d’orientation voté par les adhérents, dans une culture politique délégataire[31].

Présidents d'honneur :
- Ignacio Ramonet, Bernard Cassen, Susan George

Porte-paroles :
- Geneviève Azam, Thomas Coutrot et Dominique Plihon (2013-2016)[32]
- Dominique Plihon[33], Raphaël Pradeau et Aurélie Trouvé (2016-2019)
- Raphaël Pradeau et Aurélie Trouvé (2019-2021)
- Annick Coupé, Alice Picard, Raphaël Pradeau et Julien Rivoire (renouvellement en octobre 2021 du fait du retrait d'Aurélie Trouvé)
- Actuellement : Lou Chesné, Vincent Drezet, Alice Picard et Youlie Yamamoto[31].

Dans l'entre-deux-tours de l'élection présidentielle de 2017 qui oppose Marine Le Pen et Emmanuel Macron, Attac se joint à une soixantaine d'autres associations pour appeler implicitement à faire barrage à la candidate FN.

### Membres fondateurs
Lors de la création de l'association en 1998, on trouve parmi les membres fondateurs d'Attac France de nombreuses personnalités.
| Associations : - Agir ensemble contre le chômage - Agir ici devenu Oxfam France-Agir ici - Association internationale de techniciens, experts et chercheurs - Les Amis de la Terre - Association pour l'emploi, l'information et la solidarité - Artisans du Monde - Association Günter Holzmann - Coordination des associations pour le droit à l’avortement et à la contraception - Centre d'études et d'initiatives de solidarité internationale - Confédération nationale des familles laïques - Confédération générale des SCOP - Centre de recherche et d'information pour le développement - Droits devant !! - Droit au Logement - Économies solidaires et coopératives - Fédération française des maisons de jeunes et de la culture - Golias - Mouvement national des chômeurs et précaires - Mouvement contre le racisme et pour l'amitié entre les peuples - Pétition - Raisons d’agir - Réseaux services publics européens - Survie - Syndicat de la médecine générale - Transversales - Union des familles laïques Presse : - Charlie Hebdo - la revue Alternatives économiques - Le Monde diplomatique - les Pénélopes (agence de presse) - Politique (revue européenne) - Politis - Témoignage chrétien | Syndicats : - Confédération paysanne - Fédération des banques CFDT - Fédération des Finances CGT - FGTE-CFDT (Fédération générale des transports et de l’équipement CFDT) - FSU (Fédération syndicale unitaire) - MODEF (Confédération nationale des syndicats d’exploitants familiaux) - SNES (Syndicat national de l’enseignement secondaire) - SNESup (Syndicat national de l’enseignement supérieur) - SNPTAS Équipement CGT - SNUI (Syndicat national unifié des impôts) - SNUIPP (Syndicat national unifié des instituteurs et professeurs des écoles) - Sud-PTT (Solidaires unitaires démocratiques PTT) - le Syndicat de la magistrature - UGICT-CGT (Union générale des ingénieurs, cadres et techniciens CGT) - Unef (Union national des étudiants de France) - l'Union syndicale Solidaires Personnalités : - José Bové - Susan George - Manu Chao - Gisèle Halimi - Daniel Mermet - Bernard Langlois - Viviane Forrester - René Dumont - Bernard Maris - Jacques Nikonoff - René Passet - Ignacio Ramonet - Jacques Robin |

## Objectifs, thématiques et modes d'actions

### Objectifs

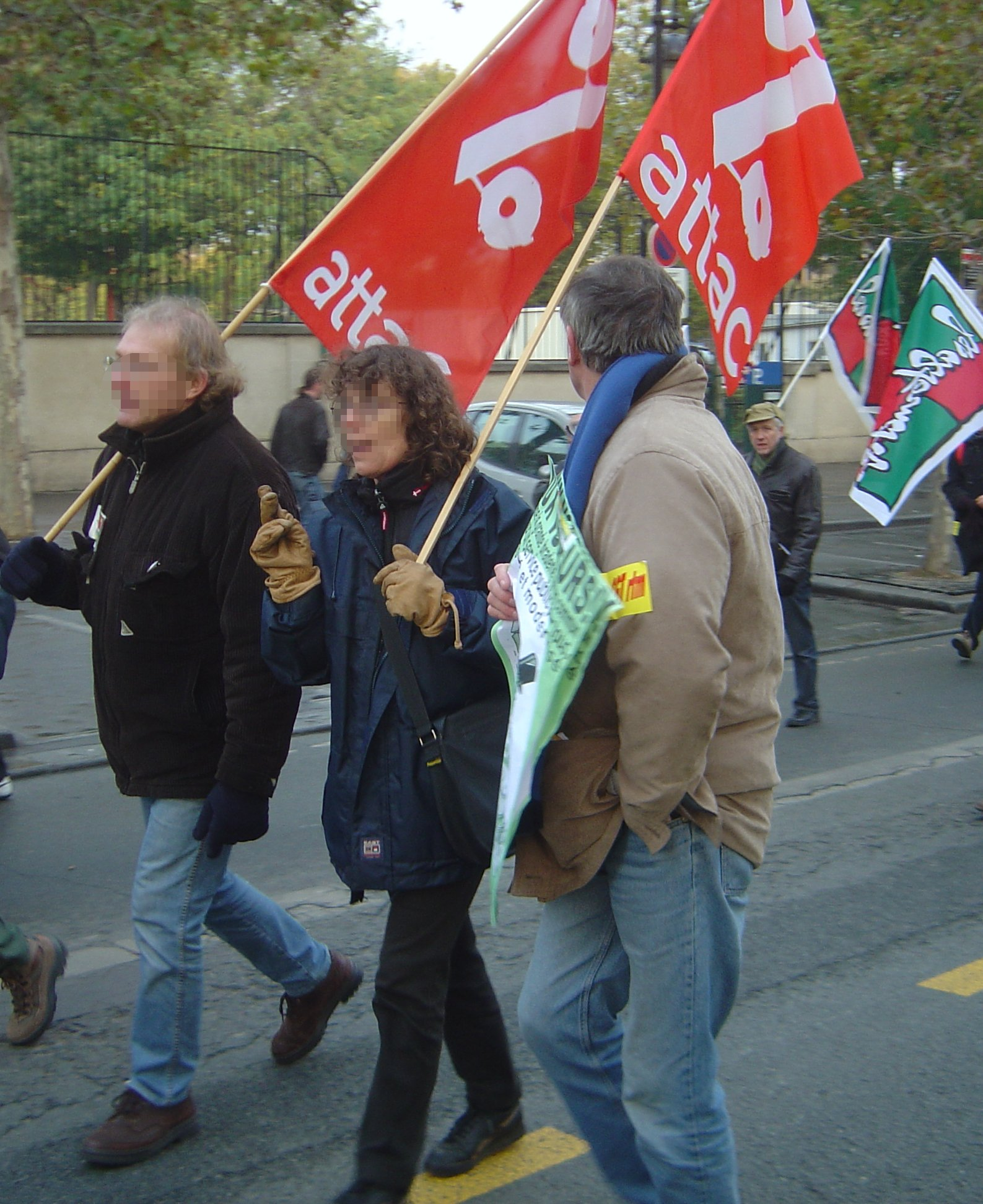
Militants d'ATTAC manifestant en France contre la privatisation et le « démantèlement » des services publics, en 2005.

L'objectif initial de l'association était d'introduire une taxe sur les mouvements internationaux de capitaux afin de décourager la spéculation. Le produit de cette taxe (souvent dénommée taxe Tobin) financerait des projets de développement écologique et social.
Depuis, Attac a élargi son champ d'intervention et s'intéresse maintenant à tous les aspects qui se rapportent au cours dominant de la mondialisation économique, qu'elle qualifie de néolibérale. Attac combat à ce titre les décisions de l'OMC, de l'OCDE, de la Banque mondiale ou du FMI, qu'elle ne voit pas comme des instances de régulation favorables.
Bien qu'Attac critique le fonctionnement de l'économie mondiale, qu'elle considère dominée par le « néolibéralisme », elle ne se dit pas opposée à la mondialisation en général. Elle souhaite encourager des politiques économiques respectueuses des aspects sociaux et environnementaux, affirmant que des politiques économiques anti-libérales sont possibles.

### Principaux thèmes
Les principaux sujets sur lesquels travaille Attac sont :
- Un contrôle plus étroit des marchés financiers (Attac parle de lutte contre la « financiarisation » de l'économie) ;
- Une réforme de l'OMC et des institutions financières internationales (Banque mondiale, FMI),
- La défense des biens communs et du patrimoine : eau, alimentation, information, etc. En matière d'organismes génétiquement modifiés (OGM), sa position, contre, est la même que celle de la Confédération paysanne française, membre d'Attac ;
- L'annulation de la dette des pays en voie de développement. Pour l'Afrique, Attac a édité le CD Attac ta dette pour dénoncer « l'asphyxie » des pays africains selon elle victimes des intérêts d'une dette contractée il y a 40 ans et déjà remboursée ;
- La défense des services publics comme ceux relevant de la santé et au système de protection sociale. Attac s'oppose à l'instauration des fonds de pension, symbole du capitalisme populaire, et défend le financement des retraites par répartition, estimant qu'elles évitent les excès des marchés financiers. Attac s'oppose aussi à l'AGCS qui reprend certains thèmes de l'AMI ;
- La lutte contre les paradis fiscaux dont elle demande la suppression ;
- La nécessité de lier les problématiques environnementales et sociales ;
- La promotion du commerce équitable ;
- Le refus du Traité Constitutionnel Européen (Traité de Rome de 2004) : une bonne partie des militants de Attac France a fait campagne pour le « non » au référendum, en mai 2005.
- La promotion de la démocratie et des droits de l'Homme dans les pays non démocratiques, via ses antennes locales.

### Modes d'actions
Attac participe aux manifestations altermondialistes dans le monde, dont celles visant à interpeller les grandes puissances lors des réunions internationales (G8, G20, OMC, FMI, Forum de Davos, etc.).
Pour diffuser ses idées, Attac cherche à être visible sur la scène publique et médiatique en utilisant divers moyens de communication : conférences, articles, communiqués de presse, manifestations diverses, campagnes de communication, projections de films documentaires, publications. Deux slogans illustrent les thèses d'Attac : « Le monde n'est pas une marchandise » et « Un autre monde est possible ».
Attac considère ne pas porter la responsabilité des arrachages de plants d'OGM effectués selon le « principe de précaution », ni des affrontements avec les forces de l'ordre.
Attac publie des livres de vulgarisation présentant ses thèses sur les conséquences d'une économie jugée « néo-libérale ».
Depuis sa création, l'organisation interne d'Attac repose beaucoup sur internet (listes de diffusions, site internet).

#### Controverses
Diverses controverses existent sur le mode de fonctionnement, les méthodes, les propositions, les ambitions politiques d'Attac.
À l'intérieur du mouvement altermondialiste [Qui ?], Attac est parfois critiquée pour son réformisme face à la mondialisation néo-libérale, pour sa manière jugée parfois trop légaliste de lutter contre le néo-libéralisme.
- Les premières critiques sur Attac [Qui ?] lui reprochaient le refus de la mondialisation qui conduirait « à un repli identitaire national » ; c'est pourquoi Attac rejette le terme « antimondialiste » en revendiquant le terme « altermondialiste ».
- D'autres mettent également en cause sa légitimité[36] à parler au nom des peuples, des plus pauvres ou même du mouvement altermondialiste ; Attac n'étant ni une association « de masse » ni un parti politique, elle ne représenterait véritablement que ses propres adhérents. Cette critique a été particulièrement forte lors de la campagne contre le Traité constitutionnel européen, notamment lors de la publication des « 12 exigences » d'ATTAC France à la suite du rejet du texte. La publication d'un texte prenant la forme d'« exigences » adressées au Conseil de l'Europe, bien que s'agissant clairement de revendications de la seule association ATTAC France, a alors choqué parmi ceux qui[Qui ?] prenaient la parole d'ATTAC pour la parole de tout le peuple à la suite du référendum.
- Des adhérents ont dénoncé un style « autoritaire » de la direction sous la présidence de Jacques Nikonoff, et ont accusé certains dirigeants d'avoir « verrouillé et confisqué » le pouvoir[37].
- Des économistes, comme Paul Krugman[38], pensent que les propositions d'Attac conduiraient à instaurer un protectionnisme sous couvert de « bonne conscience ».
- James Tobin (lauréat du prix Nobel d'économie 1981 et initiateur du principe de taxe Tobin), qui était partisan du libre-échange, a toujours fait savoir sa distance vis-à-vis d'Attac, expliquant que son but est bien de stabiliser le système financier, pas de l'abattre[39][source insuffisante].
- Robert Mundell, prix Nobel d'économie (1999) et auteur de la théorie des zones monétaires optimales qui compte parmi les inspirateurs de Ronald Reagan, qualifie la proposition de « taxe Tobin » de « débile » (« dumb »), « parce que la taxe Tobin ne supprimerait pas la spéculation, elle ne ferait que gêner les transactions »[40].
- Plus généralement, si les travaux et les propositions d'ATTAC bénéficient d'une notoriété publique, son côté « altermondialiste » qui sous-entend la mise en œuvre des solutions alternatives à la mondialisation financière laisse certains dubitatifs. Ainsi, le politologue social-libéral Zaki Laïdi reproche à ATTAC son « extrémisme » politique qui la limiterait à une position contestataire. En ce sens, il conclut son livre La Grande Perturbation sur la mondialisation par l'affirmation « La capacité de la mouvance altermondialiste à proposer des solutions alternatives reste extrêmement limitée »[41].

À ces critiques, généralement adressées au mouvement altermondialiste dans son ensemble, il est répondu que celui-ci est composé d'une pluralité de points de vue et d'un grand nombre de propositions de solutions alternatives. En ce qui concerne ATTAC France, un « Manifeste altermondialiste » est cependant paru en 2006, proposant 102 mesures pour « construire un monde solidaire, écologique et démocratique ».
- Selon l'écrivain libéral Johan Norberg : « ce qui importe à ceux d'Attac, c'est l'opposition au capitalisme, au « néo-libéralisme », à la « mondialisation libérale » ou « intégration économique par les patrons » et tous les noms qu'ils lui donnent. C'est-à-dire qu'il s'agit d'un anticapitalisme socialiste des plus traditionnels, avec la « solidarité » qu'ils y associent ».
- Depuis 2005, une source importante de désaffection de la gauche modérée envers Attac provient de la campagne de l'association en faveur du « non », qui a vraisemblablement contribué à l'échec du référendum sur le Traité établissant une Constitution pour l'Europe en France le 29 mai 2005, c’est-à-dire au maintien des institutions de Maastricht-Nice. Cette désaffection concerne des personnes très favorables à l'intégration européenne tel Harlem Désir[42]. Alain Lipietz a ainsi dénoncé les « sottises » et le « souverainisme de gauche » de la direction d'Attac, lorsque certains s'opposent à ce que la loi européenne prime sur les lois nationales [réf. nécessaire] (Alain Lecourieux présentant par exemple l'article I-6[43][source insuffisante] comme un « recul » [réf. nécessaire]). Cependant, à la différence de ses alliés de circonstance, Attac dit agir au nom de l'Europe [réf. nécessaire], mais a attendu jusqu'à fin aout 2004, et donc la clôture des 18 mois de travaux publics de la Convention sur l'avenir de l'Europe, pour transmettre ses « 21 exigences »[44] devant figurer dans le projet de Constitution.
- D'autres critiques considèrent que les arguments d'ATTAC, lors du débat sur la Constitution européenne, ont été caricaturaux. C'est notamment le cas du magazine fédéraliste Le Taurillon[45].
- Dans un article paru le 5 août 2005 dans le journal Le Figaro, intitulé « Enquête : comment Attac infiltre l’école », le journaliste Saïd Mahrane conclut à une tentative d'entrisme, en soulignant la proportion significative d'enseignants parmi les membres de l'organisation et la diffusion de supports de communication de l'organisation dans les écoles. L'association répond par un communiqué à cet article jugé «truffé d'erreurs factuelles»[46][source insuffisante]

## Publications
- Que Prévoit La Loi Contre Les Exclusions, La Dispute, 1999.
- Les paradis fiscaux ou la finance internationale, Mille et une nuits, 2000.
- Tout sur Attac, Mille et une nuits, 2000.
- FMI: les peuples entrent en résistance, Syllepse, 2000.
- Agir local, penser global, Mille et une nuits, 2000.
- Avenue du plein emploi, Mille et une nuits, 2001.
- Les paradis fiscaux, ou, La finance sans loi, Mille et une nuits, 2001.
- Enquête au cœur des multinationales, Mille et une nuits, 2001.
- Confédération paysanne, Changeons de politique agricole, Mille et une nuits, 2002.
- Attac au zénith, Mille et une nuits, 2002.
- Que faire du FMI et de la Banque mondiale ?, Mille et une nuits, 2002.
- Pour une mondialisation à finalité humaine, Syllepse, 2003.
- Inégalités, crises, guerres : Sortir de l'impasse, Mille et une nuits, 2003.
- Le Complexe médico-industriel, Mille et une nuits, 2003.
- Cette « Constitution » qui piège l'Europe, Mille et une nuits, 2003.
- Travailleurs précaires, unissez-vous !, Mille et une nuits, 2003.
- Christian Laval, Régine Tassi, FSU, et Attac, L'économie est l'affaire de tous : Quelle formation des citoyens ?, Syllepse, 2004.
- Gérard Gourguechon, Janette Habel, et Collectif, Le Développement a-t-il un avenir ? Syllepse, 2004.
- Menaces sur l'assurance maladie, Mille et une nuits, 2004.
- L'Empire de la guerre permanente, Mille et une nuits, 2004.
- Vivent les impôts ! : Des impôts, pour quoi ? Pour qui ? Comment ?, Mille et une nuits, 2005.
- Constitution européenne : Ils se sont dit oui : Attac leur répond, Mille et une nuits, 2005.
- Les OGM en guerre contre la société, Mille et une nuits, 2005.
- Jean-Marie Harribey, Alain Accardo, et Nuri Albala, Le Petit Alter : Dictionnaire altermondialiste, Mille et une nuits, 2006.
- Attac-Québec, Où va notre argent ? Une fiscalité pour les riches, Ecosociété, 2006.
- Pauvreté et inégalités : Ces créatures du néolibéralisme, Mille et une nuits, 2006.
- Le G8 illégitime, rééd., Mille et une nuits, 2007.
- Manifeste altermondialiste : Construire un monde solidaire, écologique et démocratique, Mille et une nuits, 2007.
- Mondialisation de la prostitution, atteinte globale à la dignité humaine, Mille et une nuits, 2008.
- Pour une politique ouverte de l'immigration, Syllepse, 2009.
- Jean Tosti, Attac, L'Europe à quitte ou double, Syllepse, 2009.
- Le capitalisme contre les individus ?, Textuel, 2010.
- Une autre ONU pour un autre monde, Tribord, 2010.
- Pour un "big bang" fiscal, Éditions Le Bord de l'eau, 2010.
- Le piège de la dette publique, Les liens qui libèrent, 2011.
- Au mépris du monde, G8-G20 et peuples en lutte, Les liens qui libèrent, 2011.
- La nature n'a pas de prix, les méprises de l'économie verte, Les liens qui libèrent, 2012.
- Leur dette, notre démocratie !, Les liens qui libèrent, 2013.
- Attac et la Fondation Copernic, Le féminisme pour changer la société, Syllepse, 2013.
- Petit manuel de la transition, Les liens qui libèrent, 2013.
- Attac et la Fondation Copernic, Retraites : l’alternative cachée, Syllepse, 2013.
- Attac et la Fondation Copernic, Que faire de l'Europe, Les liens qui libèrent, 2014.
- Les naufragés du libre-échange: De l'OMC au Tafta, Les liens qui libèrent, 2015.
- Attac & Basta!, Le livre noir des banques, Les liens qui libèrent, 2015.
- Le climat est notre affaire, Les liens qui libèrent, 2015.
- Le monde qui émerge: les alternatives qui peuvent tout changer, Les liens qui libèrent, 2017.
- Par ici la sortie : Cette crise qui n'en finit pas, Les liens qui libèrent, 2017.
- Toujours plus pour les riches : Manifeste pour une fiscalité juste, Les liens qui libèrent, 2018.
- L'imposture Macron : Un business model au service des puissants, Les liens qui libèrent, 2018.
- L'abécédaire engagé : D'altermondialime à zapatisme, Les liens qui libèrent, 2018.
- Ce qui dépend de nous : manifeste pour une relocalisation écologique et solidaire, Les liens qui libèrent, 2020.
- Manuel d’histoire du futur : 2020-2030 : comment nous avons changé de cap, Les Editions de l'Atelier, 2020.
- Impôts : idées fausses et vraies injustices, Les liens qui libèrent, 2021.
- Pour la justice climatique, stratégies en mouvement, Les liens qui libèrent, 2021.
- Un monde en lutte - rencontres et expériences militantes, Les Editions de l'Atelier, 2021.